# Vittorio Enzo Alfieri
Vittorio Enzo Alfieri (Parma, 1º maggio 1906 – Peio, 27 luglio 1997) è stato un filosofo e antifascista italiano, di orientamento liberale, allievo di Benedetto Croce.

## Biografia
Nato a Parma, visse la maggior parte della sua vita a Milano ove si laureò in Filosofia e insegnò Storia della filosofia alla Bocconi, per poi continuarne l'insegnamento presso l'Università degli Studi di Pavia.
Allievo di Piero Martinetti e di Benedetto Croce, di cui condivideva l'ideologia liberale e il pensiero filosofico, ma anche gentiliano non ortodosso secondo la definizione di Ugo Spirito, fu un oppositore del regime fascista che lo arrestò una prima volta nell'aprile del 1928 quando a Milano scoppiò una bomba all'ingresso della Fiera che fece sospettare che si trattasse di un fallito attentato al Re. Alfieri fu incarcerato a San Vittore assieme a Ugo La Malfa, Umberto Segre e Mario Vinciguerra. Fu liberato senza processo tre mesi dopo per l'interessamento di Benedetto Croce che tramite Marinetti aveva fatto intervenire Mussolini.
Dopo la laurea, Alfieri pubblicò un importante saggio su Lucrezio (1929) e nel 1931 vinse per concorso la cattedra di Filosofia al liceo "Maurolico" di Messina. Contemporaneamente iniziò la collaborazione alle riviste La Critica di Croce e all'Educazione nazionale di Giuseppe Lombardo Radice e si trasferì quindi (1933) presso l'istituto magistrale "Regina Elena" di Modena. 
Il secondo arresto, per la scoperta di lettere ritenute compromettenti dalla censura fascista, avvenne nel 1936. Alfieri fu scarcerato dopo quindici giorni per l'intervento diretto di Gentile ma dovette lasciare entro due giorni l'insegnamento a Modena e trasferirsi a Milano dove riuscì a sopravvivere grazie all'aiuto di amici e di parenti che lo ospitarono; dovette comunque mantenersi tenendo lezioni private. Durante la resistenza collaborò al gruppo di ispirazione liberale «Franchi» di Edgardo Sogno.
A Milano ottenne il primo incarico universitario di Storia della filosofia e di Pedagogia presso la facoltà di Lingue straniere dell'università «Bocconi», dove rimase per 13 anni fino al suo trasferimento, come professore ordinario, a Pavia per la docenza di Storia della filosofia, dall'anno accademico 1956-1957. Dall'anno successivo tenne anche l'incarico di Pedagogia.
I suoi principali studi furono rivolti alla filosofia antica e in particolare all'atomismo greco (Atomos Idea, 1953) e alla filosofia moderna (Il problema Pascal, 1953). Numerosi furono anche gli scritti sulla filosofia e sulla pedagogia di Benedetto Croce (Pedagogia crociana, 1967), di cui fu uno dei più strenui seguaci.
Convinto che l'intellettuale liberale aveva un compito educativo volto alla formazione dei concittadini, dopo il 1968 si schierò contro le degenerazioni del movimento studentesco e il degrado culturale della scuola e dell'università italiane. Fondò nel marzo 1968 con altri docenti italiani il Movimento per la libertà e la riforma dell'università italiana (MOLRUI) di cui fu il primo presidente e nel 1971 assunse la presidenza del Comitato nazionale associazione difesa della scuola italiana (CNADSI). Collaborò alla «Gazzetta di Parma» e soprattutto dal 1976 al «Giornale» di Indro Montanelli, con articoli critici nei confronti della politica scolastica del tempo. L'A. morì a Pejo (Trento) il 26 luglio 1997.
Suoi amici, «maestri e testimoni di libertà», come lui stesso li definì, oltre a Croce, furono Giuseppe Prezzolini, Giuseppe Lombardo Radice, Francesco Flora, Pilo Albertelli, il giovane professore ucciso alle Fosse Ardeatine e, tra i più vicini e affezionati, Giovanni Spadolini.
Fortemente critico nei confronti del movimento sessantottino e impegnato attivamente per le riforme della scuola, Alfieri è stato il fondatore del "Movimento per la libertà e la riforma dell'università italiana" e del "Comitato nazionale per la difesa della scuola", e presidente dell'"Associazione amici dell'università di Gerusalemme".
Negli anni 1937-1938 collaborò alla rivista L'Italia che scrive che ancora in quel periodo riusciva a mantenere una certa autonomia nei confronti del fascismo. Monarchico, iscritto al Partito Liberale Italiano; nel dopoguerra si avvicinò agli ambienti della destra, aderendo al Sindacato Libero Scrittori Italiani e collaborando con la casa editrice di Giovanni Volpe e con la rivista Intervento di Fausto Gianfranceschi. Negli anni '70 fu collaboratore culturale per la filosofia de Il Giornale diretto da Indro Montanelli.
Tra le sue opere di filosofia vanno annoverati saggi sulla filosofia greca, La tristezza di Pindaro (1928), Lucrezio (1929), Gli atomisti (1929), e opere di estetica, L'estetica dall'Illuminismo al Romanticismo (1956).
Ad Alfieri, oltre ad un suo epistolario con Croce, si devono due libri di memorie autobiografiche (Maestri e testimoni di libertà e Nel nobile castello, entrambe del 1976)  dove sono originalmente ritratti personaggi della vita culturale e politica italiana da Croce a Tommaso Gallarati Scotti, da Filippo Jacini a Alessandro Casati, a Francesco Flora.